# مرضية أفخم
مرضیة أفخم هي المتحدثة باسم وزارة الخارجية الإيرانية في دولة الرئيس حسن روحاني ووزارة محمد جواد ظريف. تم تعيينها كمتحدثة بأسم الخارجية في 29 أغسطس 2013. عملت مرضية أفخم في السياسة منذ ثلاثين عاما وهي أول امرأة تشغل هذا المنصب في جمهورية إيران الإسلامية.